# Monardella subglabra
Monardella subglabra là một loài thực vật có hoa trong họ Hoa môi. Loài này được (Hoover) Hardham mô tả khoa học đầu tiên năm 1966.